# تاکاشیما، شیگا
تاکاشیما در استان شیگا در کشور ژاپن  واقع شده‌است  که دارای جمعیت ۵۲٬۹۶۷ نفر و مساحت ۶۹۳٫۰۰ کیلومتر مربع با تراکم جمعیت ۷۶٫۴  نفر در کیلومترمربع است و در تاریخ ۱ ژانویه ۲۰۰۵ به عنوان شهر شناخته شد.